# T・F・ティスルトン＝ダイヤー
トマス・フィルミンガー・ティスルトン＝ダイヤー（Thomas Firminger Thiselton-Dyer、1848年7月25日 - 1923年7月14日）は、イギリスの牧師、作家。

## 経歴
医師のウィリアム・ジョージ・ティスルトン＝ダイヤーとキャサリン・ジェーンの下に生まれる。キングス・カレッジ・スクールとオックスフォード大学ペンブルック・カレッジで教育を受けた。その後、南米伝道協会の幹部や各地の牧師などを歴任した。